# Viktoras Ašmenskas
Viktoras Ašmenskas (* 19. Februar 1912 in Viliūšiai, Wolost Jankai, Bezirk Šakiai, jetzt Gemeinde Kazlų Rūda; † 25. Februar 2016) war ein litauischer Ingenieur, Segelflieger und Pilot sowie Widerstandskämpfer gegen die sowjetische Okkupation.

## Leben
1924 absolvierte Ašmenskas die Grundschule Jankai bei Kazlų Rūda. Danach besuchte er das „Žiburio“-Gymnasium in Šakiai und von 1925 bis 1927 das Jesuitengymnasium Kaunas sowie von 1929 bis 1934 die höhere technische Schule Kaunas. Von 1932 bis 1939 arbeitete er als Journalist der litauischen militärischen Zeitschriften (Karys, Trimitas und Lietuvos sparnai). 1934 absolvierte Ašmenskas die Segelflugschule in Nidden auf der Kurischen Nehrung und erhielt die internationale Pilotenberechtigung. Von 1936 bis 1937 studierte er an der Technischen Fakultät der Vytautas-Magnus-Universität in Kaunas. 1939 flog Ašmenskas 750 km (die Strecke Tallinn–Riga–Joniškis–Palanga–Kaunas) beim ersten Luftsport-Wettbewerb im Baltikum und bekam dafür einen Preis.
Ab 1941 nahm er bei den Aktivitäten der Litauischen Aktivistenfront und im Juni 1941 am Aufstand gegen die sowjetische Besatzungsmacht teil. Danach studierte er erneut und absolvierte 1942 das technische Studium an der Universität von Kaunas. Von 1944 bis 1946 arbeitete er als Chefingenieur in der Kapitalbauabteilung des Volkskommissariats der Forstindustrie. Am 19. März 1946 wurde Ašmenskas in Vilnius verhaftet  und im Gefängnis Lukiškės, danach in Klaipėda und ab 1948 in Arbeitslagern in Mordwinien gefangen gehalten. 1955 wurde er in die Region Krasnojarsk deportiert.
1957 kehrte Ašmenskas nach Vilnius zurück. Ab 1963 arbeitete er im Eisenbeton-Konstruktionswerk, von 1964 bis 1966 als Chefingenieur und ab 1966 als dessen Stellvertreter. Von 1977 bis 1987 arbeitete er im Werk für Sportluftfahrt in Prienai.
Ab 1969 war Ašmenskas Amtsträger des Litauischen Luftsportverbands. Von 1972 bis 1976 leitete er das Komitee für Sport-Fallschirmspringen. Von 1976 bis 1990 war er verantwortlicher Sekretär und von 1990 bis 1992 Generalsekretär des Verbands.
1997 wurde Ašmenskas zum Dimission-Leutnant der litauischen Streitkräfte befördert.

## Ehrung und Auszeichnungen
- 1992: Ehrenmitglied des Litauischen Luftsportverbands
- 1994: Medaille von Fédération Aéronautique Internationale (für Verdienste um Luftsport)
- 1996: Gediminas-Orden, 1. Stufe
- 2002: Goldmedaille von Department für Körperkultur und Sport bei der Regierung der Republik Litauen
- 2003: Orden für Verdienste um Litauen